# Vila-seca (la Molsosa)
Vila-seca és una masia de la Molsosa (Solsonès) inclosa a l'Inventari del Patrimoni Arquitectònic de Catalunya.) és una masia situada al municipi de la Molsosa, a la comarca catalana del Solsonès. Està situada a 690 m d'altitud.
Una carretera asfaltada que surt del km. 7,5 de la carretera de Calaf a Vallmanya (41° 46′ 24″ N, 1° 31′ 01″ E / 41.773260°N,1.516863°E) hi mena en 4 km. Està ben indicat.

## Descripció
Gran pairalia amb un gran casal central i diverses edificacions annexes de diferents èpoques, que s'utilitzen com a corrals, granges o pallisses.
La masia principal no presenta cap forma determinada, ja que és fruit de reformes i afegitons a la que devia ser la construcció primitiva, actualment totalment desfigurada.